# グッド・デイ・サンシャイン
「グッド・デイ・サンシャイン」（Good Day Sunshine）は、ビートルズの楽曲である。1966年に発売された7作目のイギリス盤公式オリジナル・アルバム『リボルバー』のB面1曲目に収録された。ポール・マッカートニーによって書かれた楽曲で、作曲者名はレノン＝マッカートニー名義となっている。マッカートニーは、ラヴィン・スプーンフルの楽曲「デイドリーム」に影響を受けて書いた曲と明かしている。
曲中には転調や変拍子が含まれていて、タイトルを連呼して終了する。ピアノを主体としたヴォードヴィル調の楽曲で、歌詞は男女の恋愛模様と太陽光への称賛を表したものとなっている。音楽評論家の間では、本作の軽快なアレンジを肯定的に評価する評論家と、アルバムの強みを薄めると評価する評論家が存在している。
「グッド・デイ・サンシャイン」は、ザ・トレメローズ、クロディーヌ・ロンジェ、ロビー・ウィリアムズらによってカバーされた。マッカートニーも1984年に公開された主演映画『ヤァ!ブロード・ストリート』でセルフカバーしており、ソロライブでも定期的に演奏している。

## 背景・曲のインスピレーション
マッカートニーは、サリー州ケンウッドにあるジョン・レノンの自宅で「グッド・デイ・サンシャイン」を書いた。晴天日からインスピレーションを得たマッカートニーは、レノンのピアノでメロディを作り上げた。後にマッカートニーは「ジョンも手伝ってくれた。とはいっても元々は僕の曲さ」と語っており、レノンも「僕も歌詞を少し書いたことを記憶してる」と語っている。
本作についてマッカートニーは、「ラヴィン・スプーンフルから影響を受けた」「『デイドリーム』のような曲を書こうとしていた」と明かしている。レノンとジョージ・ハリスンは、1966年4月にロンドンのザ・マーキーで行われたラヴィン・スプーンフルのライブを観に行っており、ビートルズとローリング・ストーンズのメンバーはラヴィン・スプーンフルについて「ホットな新人グループ」と称賛した。伝記作家のスティーブ・ターナーは、キンクスの「サニー・アフタヌーン」も曲のインスピレーションとなった可能性があると著書で書いている。

## 曲の構成
「グッド・デイ・サンシャイン」は、AメジャーとDメジャーで書かれている。4小節のイントロダクションに続くかたちで、コーラスで始まる。その後、3つのヴァースとコーラスで構成されており、2番目のヴァースにはインストゥルメンタルのパッセージが含まれている。コーダではコーラスが繰り返され、フェードアウトで曲が終わる。音楽学者のアラン・ポラックは、本作の楽式について「ポップ・ミュージックの要素を兼ね備えたフォーク・バラード」と説明している。
ヴォードヴィル調をはじめとするオールドタイプの楽曲を数曲発表しているが、この曲はそういった系統で初めて発表された楽曲。
作家のマーク・ヘルツガードは、本作の歌詞について「『生きる力を与えてくれる太陽への感謝』と『男女の恋愛模様』を組み合わせたもの」と説明している。このため、アルバム『リボルバー』では数少ない「愛」を主題とした楽曲となっている。

## レコーディング
「グッド・デイ・サンシャイン」のレコーディングは、1966年6月8日にEMIレコーディング・スタジオのスタジオ2で開始された。大規模なリハーサルが行われた後、ピアノ、ベース、ドラムの編成でベーシック・トラックが3テイク録音され、同日の演奏ではテイク1がベストとされ、翌日にオーバー・ダビングが施されて完成となった。音楽評論家のイアン・マクドナルドは、著書でレノンがギターを演奏していた可能性を示しているが、ウォルター・エヴェレットは「『グッド・デイ・サンシャイン』では、ギターのパートが含まれていない」と著書で書いている。また、マーク・ルイソンは、著書における本作のレコーディング・セッションについての記述で、ギターの演奏については触れていない。
レノンとハリスンは、コーラスでハーモニー・ボーカルを加え、マッカートニーのリード・ボーカルを支えている。6月9日にマッカートニー、レノン、ハリスンの3人は、曲の最後に追加のボーカルをオーバー・ダビングした。同セッションでは、リンゴ・スターがクラッシュシンバル、マッカートニーがイントロとコーラス部分に2つ目のピアノパートをオーバー・ダビングした。6月9日にジョージ・マーティンが弾いたバレルハウス調のピアノソロが、テープ・レコーダーの回転速度を落として録音された。音楽評論家のリッチー・アンターバーガーは「昔ながらのヴォードヴィルの雰囲気は、ホンキートンクなピアノソロで高められている」と評している。
モノラル・ミックスとステレオ・ミックスで差異があり、モノラル・ミックスではコーダにバスドラムが含まれている。アルバム『リボルバー』のセッションにおいてEMIレコーディング・スタジオのエンジニアによって開発されたADTは、曲後半のリード・ボーカルのパートに使用された。ステレオ・ミックスでは、ボーカルを録音した2つのトラックがステレオの音像の左右にパンされている。最終的なミックスは、ビートルズが1966年のワールドツアーのためにミュンヘンに渡る前日（6月22日）に作成された。

## リリース・評価
イギリスでは、7月にEMIがアルバム『リボルバー』の収録曲を各ラジオ局に配信していた。アルバム『リボルバー』は、1966年8月5日にパーロフォンから発売され、「グッド・デイ・サンシャイン」はB面のオープニング・トラックとして収録された。
『レコード・ミラー』誌で、ピーター・ジョンズとリチャード・グリーンは「構造的にラヴィン・スプーンフルの楽曲を思い出させる。力強いが、繊細さも兼ね備えた特徴あるポールのボーカルが素晴らしい」と称賛している。『クロウダディ』誌でポール・ウィリアムズは、「ラヴィン・スプーンフルがイギリスのバンドに与えた影響が、今日のロックンロールがいかに活発であるかを示す良い証拠」と評し、本作の歌詞とピアノについて「控えめで華やかではないが、とてもいじらしい」と称賛している。1967年に放送されたCBSニュースのドキュメンタリーにて、レナード・バーンスタインがこの曲の構成を賞賛している。ピーター・ドゲットは「シンプルながら効果的で見事」「暗い『リボルバー』の楽曲を理想的に補完している」と評している。
一方で、ビル・ワイマンはビートルズの公式録音曲213曲を対象としたランキングで、本作を最下位に挙げ、「タイトルからして空虚」「ビートルズの曲としては最悪で、『リボルバー』を台無しにしている」と評した。2016年にスコット・ティンバーグは、「ゴット・トゥ・ゲット・ユー・イントゥ・マイ・ライフ」と共に『リボルバー』で刺激を受けなかった曲として挙げている。

## カバー・バージョンやマッカートニーによる演奏
アルバム『リボルバー』に収録されたマッカートニー作の楽曲は、アダルト・オリエンティッド・ポップ調で、新たなサイケデリックの美学を反映していることが確実とされ、同作からマッカートニー作の楽曲のカバー・バージョンが多く発表された。ザ・トレメローズは、ブライアン・プール脱退後の1966年にシングル盤として発売した。翌年にクロディーヌ・ロンジェがシングル盤として発売し、Billboard Hot 100で最高位100位、Easy Listening Chartで最高位36位を記録した。
1974年に上演されたミュージカル『John, Paul, George, Ringo ... and Bert』で、バーバラ・ディクソンが本作を歌唱した。
マッカートニーは、1984年に公開された主演映画『ヤァ!ブロード・ストリート』でサウンドトラックとしてセルフカバーした。このセルフカバー・バージョンでも、マーティンがピアノソロを演奏している。映画にはスターも出演していたが、本作を含むビートルズの楽曲のセルフカバーには参加していない。1989年から1990年にかけて行われたワールドツアーで演奏され、同ツアーでのライブ音源が1990年に発売されたシングル『バースデイ』のB面に収録された。
「グッド・デイ・サンシャイン」は、2005年夏のスペースシャトル・ディスカバリーの飛行で、搭乗員の目覚まし用音楽として使用された。その話を聞いたマッカートニーがお礼として11月13日のライブで国際宇宙ステーションに生中継で演奏が届けられた。この時の模様は、翌年に発売された映像作品『ライヴ・イン・ザ・US 2005〜ザ・スペース・ウィズイン・アス〜』に収録された。
2016年に放送されたテレビアニメ『ビートバグズ』のエピソード内で、ロビー・ウィリアムズが本作を歌唱した。

## クレジット
出典は特記を除き、ジーン・ミシェル・ゲドンとフィリップ・マーゴティンの共著『All the Songs』。ゲドンとマーゴティンは、レノンのギターとベースの演奏のクレジットに対して疑問符を添えており、後者についてはマッカートニーがベースを演奏した可能性を示しながら、ベーシック・トラックのレコーディングに関する記述では「ハリスンがベースを演奏した」と書いている。なお、マーク・ルイソンは、ピアノ、ベース、ドラムがすべて同時に録音されたとしている。
- ポール・マッカートニー - リード & バッキング・ボーカル[48]、ピアノ[5]、ハンドクラップ（英語版）
- ジョン・レノン - ハーモニー & バッキング・ボーカル、リズムギター、ハンドクラップ
- ジョージ・ハリスン - ハーモニー & バッキング・ボーカル、ベース、ハンドクラップ
- リンゴ・スター - ドラム、追加のドラムとシンバル、ハンドクラップ
- ジョージ・マーティン - ピアノソロ